# Urška Žolnir
Urška Žolnir (ur. 9 października 1981 w Žalcu) – słoweńska judoczka, złota i brązowa medalistka olimpijska, dwukrotna brązowa medalistka mistrzostw świata, mistrzyni Europy.
Największym sukcesem zawodniczki jest złoty medal igrzysk olimpijskich z Londynu w kategorii do 63 kg oraz brązowy medal igrzysk olimpijskich z Aten w tej samej kategorii wagowej. Jest również brązową medalistką mistrzostw świata z 2005 i 2011 roku oraz czterokrotną medalistką mistrzostw Europy. Startując w mistrzostwach Starego Kontynentu największy sukces odniosła w 2009 roku w Tbilisi, zostając mistrzynią w kategorii do 63 kg.